# Wayne State University

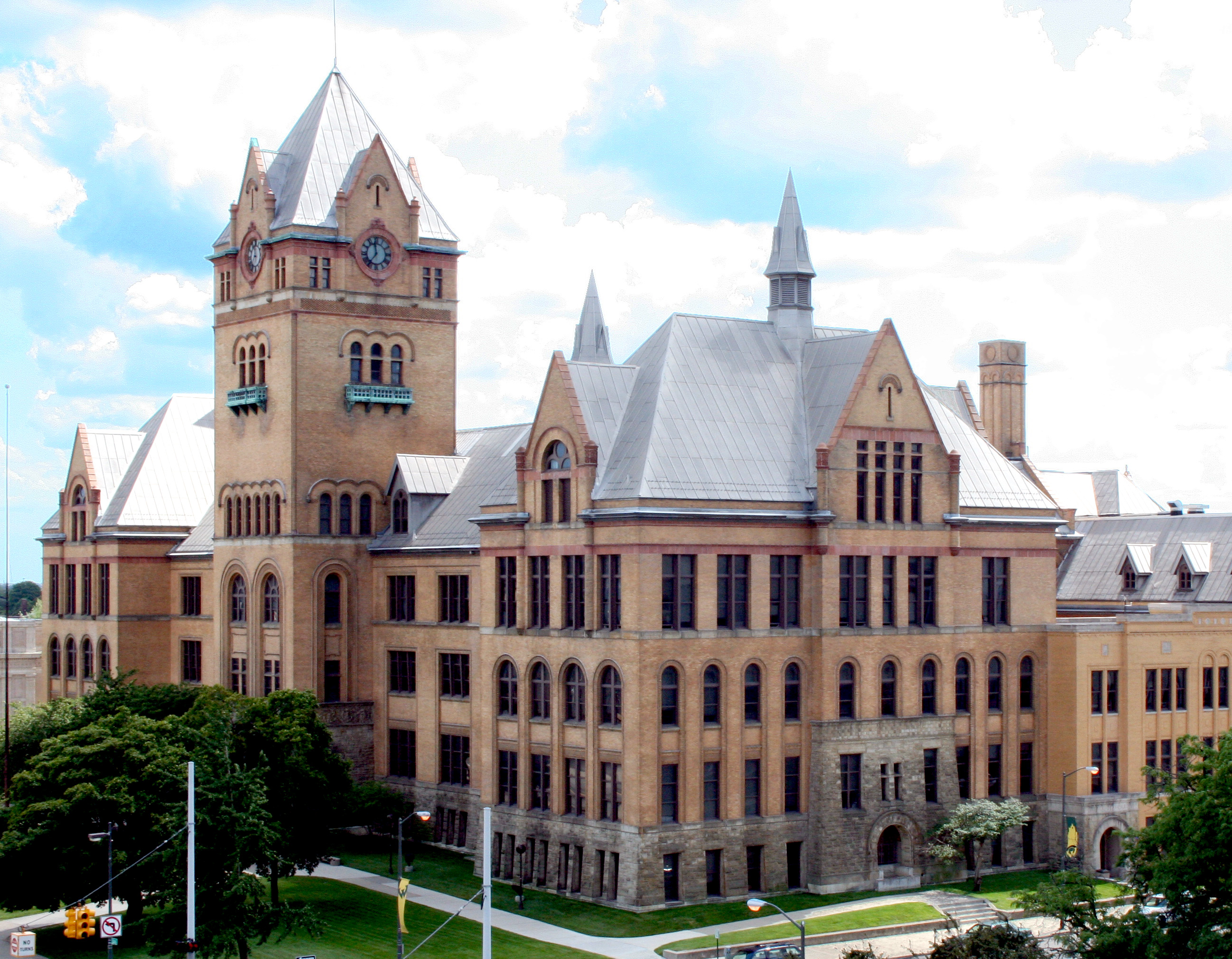
Budynki uniwersyteckie

Wayne State University (Uniwersytet Stanowy Wayne, Uniwersytet Stanowy Wayne’a) – amerykański uniwersytet publiczny w Detroit, w hrabstwie Wayne. Uważany jest za trzecią co do wielkości uczelnię stanu Michigan, a jego wydział medycyny (Wayne State University School of Medicine) za jeden z większych w Stanach Zjednoczonych.
Został założony w 1868, jako Detroit Medical College (dziś wydział medycyny). W 1927 dołączono do niego Detroit City Law School (obecnie wydział prawa, Wayne State University Law School). Oprócz już wymienionych uczelnia posiada wydziały: inżynierii, pedagogiki, farmacji i nauk o zdrowiu, sztuk pięknych.
Absolwentem Uniwersytetu Stanowego Wayne, a potem jego wykładowcą, był Robert Ettinger (zwany ojcem krioniki).